# 陈永正 (企业家)
陈永正（英語：Tim Chen，1956年8月—），台湾企业家。

## 生平
1956年出生于台湾，1978年毕业于国立交通大学應用數學系，1982年毕业于俄亥俄州立大学，1991年毕业于芝加哥大学MBA学位。1984年至1992年担任AT&T研发部技术人员。1993年加入摩托罗拉，2003年加入微软担任微软大中华区首席执行官。2007年加入NBA中国担任大中华区总裁。2010年加入德福资本，2012年加入澳大利亚电信。2015年加入鸿海科技集团担任副总裁。